# Rapatea
Genre
Classification APG III (2009)
Rapatea est un genre de plantes herbacées, néotropicales, de la famille des Rapateaceae, comportant 22 espèces. L'espèce type est Rapatea paludosa Aubl..

## Description
Le genre Rapatea regroupe des herbacées terrestres. Les limbes des feuilles sont opposés, pliées et engainés les uns dans les autres dans un arrangement sigmoïde. L'inflorescence est portée par 2 grandes bractées opposées, sous-tendant étroitement une « tête » sphéroïde, allongée ou comprimée. Les fleurs sessiles ou courtement pédicellées comportent des anthères introrse, à 4 loges, avec un appendice apical encapuchonné, et déhiscent par un unique pore apical située sous le capuchon. L'ovaire compte 3 loges contenant chacune 2 ovules basaux (parfois un seul à la suite d'un avortement). Le fuit est une capsule durcie au-dessus du milieu, à déhiscence loculicide. La graine est généralement solitaire, oblongoïde, finement et longitudinalement striée.

## Répartition
Le genre Rapatea est présent du sud de l'Amérique centrale au nord de l'Amérique du Sud : Panama, Colombie, Venezuela, Trinidad, Guyana, Suriname, Guyane, Équateur, Pérou, Brésil, Bolivie.

## Histoire naturelle
En 1775, le botaniste Aublet propose la diagnose suivante : 
« RAPATEA. (Tabula 118.)

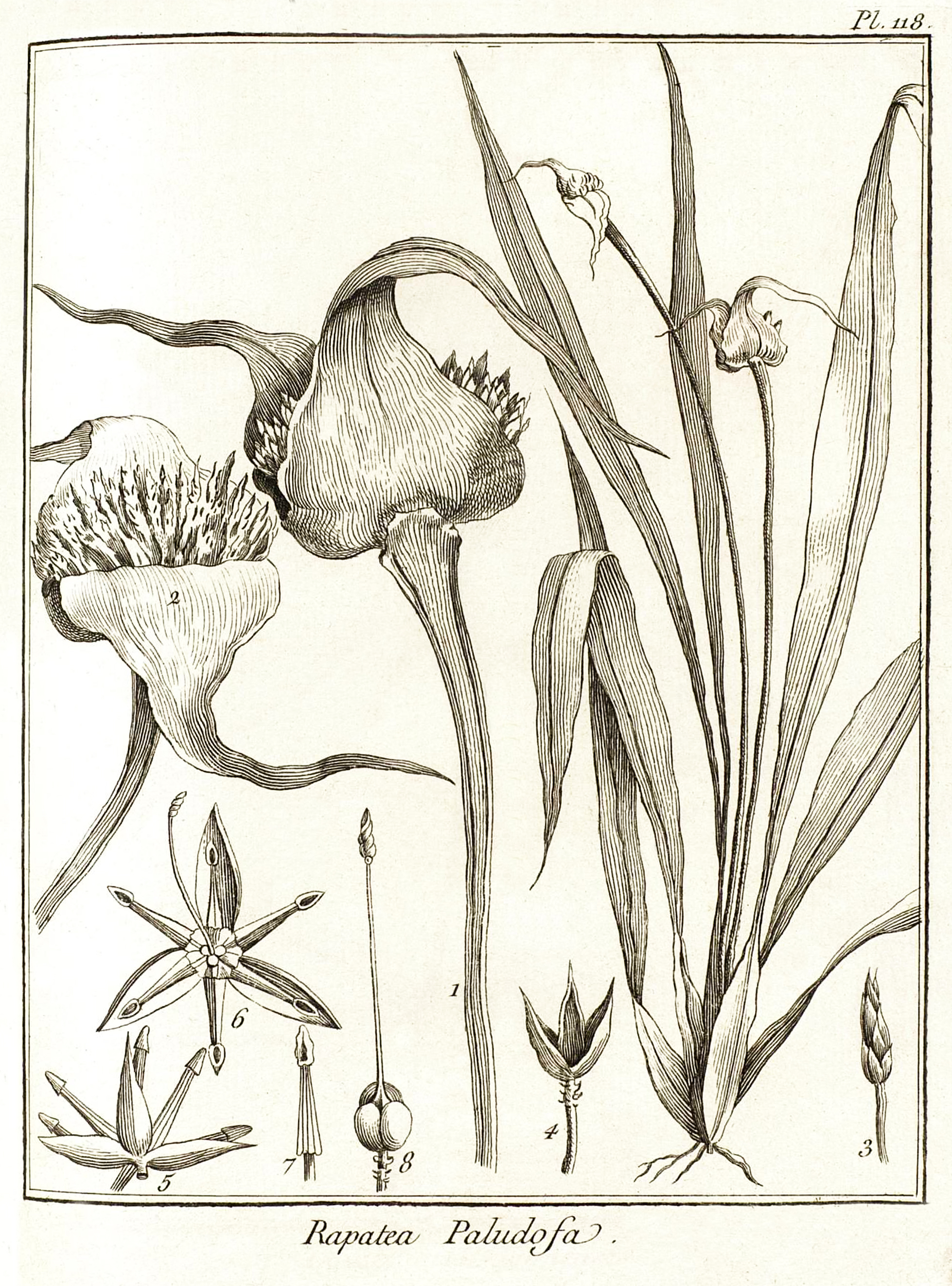
Rapatea paludosa par Aublet (1775) Planche 118.
1. Tige qui porte les fleurs enveloppées de deux lames. - 2. Lame rabaiſſée pour faire voir les fleurs. - 3. Bouton de fleur. - 4. Calice. - 5. Corolle vue en deſſous. - 6. Corolle vue en deſſus. - 7. Étamine. - 8. Ovaire, Style, Stigmate.

INVOLUCRUM monophyllum, bilobum, lobis oppoſitis, baſi ampliſſimis, apice anguſtioribus, longiſſimis & acutis, 
FLORES numeroſi, congeſti. 
CAL. Perianthium monophyllum, tripartitum; laciniis oblongis ; concavis, acutis. 
COR. monopetala; tubus breviſſimus, receptaculo germinis inſertus ; limbus trilobus, lobis oblongis, ovatis, concavis, acutis. 
STAM. Filamenta ſex, breviſſima, tubo corollæ inſerta. Antheræ oblongæ, tetragonæ, in foliolum luteum, concavum, deſinentes. 
PIST. Germen ſubromndum, tribus ſtriis notatum. Stylus longiſſimus, ſtriatus. Stigmata tria, in ſpiram convoluta. 
PER. . . . 

SEM. . . . »
— Fusée-Aublet, 1775.

## Liste d'espèces
Selon The Plant List :

### Espèces valides
- Rapatea angustifolia Spruce ex Körn.
- Rapatea aracamuniana Steyerm.
- Rapatea chimantensis Steyerm.
- Rapatea circasiana García-Barr. & L.E.Mora
- Rapatea elongata G.Schulze
- Rapatea fanshawei Maguire
- Rapatea linearis Gleason
- Rapatea longipes Spruce ex Körn.
- Rapatea membranacea Maguire
- Rapatea muaju García-Barr. & L.E.Mora
- Rapatea paludosa Aubl.
- Rapatea pycnocephala Seub.
- Rapatea rugulosa Maguire
- Rapatea saulensis B.M.Boom
- Rapatea scabra Maguire
- Rapatea spectabilis Pilg.
- Rapatea spruceana Körn.
- Rapatea steyermarkii Maguire
- Rapatea ulei Pilg.
- Rapatea undulata Ducke
- Rapatea xiphoides Sandwith
- Rapatea yapacana Maguire

### Taxon non résolu
- Rapatea arthrophylla Mart.
- Rapatea friderici-augustii R.H.Schomb.
- Rapatea martiana Nees